# Opak Dissu
Opak Dissu je česká trapová hudební skupina vydávající pod stejnojmenným nezávislým hudebním vydavatelstvím, které bylo v roce 2016 nominováno na cenu Vinyla v kategorii Počin roku. Skupina funguje jako hiphopová crew, v níž jednotlivé písně tvoří jednotliví zpěváci převážně sami, ale vydávají je na společných deskách a také společně koncertují.
Skupina vznikla ve městě Svitavy, ale v současné době je její hlavní působiště pražský Žižkov, kde členové skupiny bydlí.
Jejím nejvýraznějším představitelem je Dominik Málek alias ASAP Jarda, původem z Hradce nad Svitavou, který je považován za jednu z vůdčích osobností žánru trap na našem území, a jehož tvorbu přepracovávají jiní čeští interpreti (například populární český hiphoper Yzomandias), kterým se rapper i celá skupina spíše vysmívají. Skupinu dostal na oči veřejnosti také tím, že vystoupil se Smackem při křtu alba Sick od labelu Archetyp 51. Hlavním tématem, kterému se jako tvůrce věnuje, je maloměstské uvažování některých částí české společnosti.
| „           | Šlo o to, že jsme si nalili čistého vína. Všichni si tady hrají na gangy a crews. Celé Česko je takové bando. My akorát za svou přijali realitu, která je do očí bijící, a šli s kůží na trh. A zjistili, že to lidi prostě chtějí. | “ |
| — Don Chain | |   |

Album Tape 2 bylo za rok 2017 nominováno na Ceny Anděl v kategorii elektronická hudba.
Od roku 2018 ASAP Jarda, Don Chain a DJ Casablanka zhruba každý týden hostují rapový pořad "Scéna s Opakem Dissu" na Českém rozhlasu.

## Členové
- Jakub Bachorík alias Don Chain
- Dominik Málek alias ASAP Jarda / Onibaba
- Michal Kenyh alias BlueRayKoránThug / Young Lvíše
- Stanislav Štěpánek alias Casablanka
- DJ Venktovka / Princ Nahuel
- YCMN
- Aštar Čedar

## Diskografie
| Autor                                  | Název releasu                 | Datum vydání | Feat                                                                          | Poznámka                    |  |
| -------------------------------------- | ----------------------------- | ------------ | ----------------------------------------------------------------------------- | --------------------------- |  |
| ASAP Jarda                             | Pičue Freestyle               | 24. 6. 2015  | Young Lvíše (pod pseudonymem Vašlísek)                                        |                             |  |
| ASAP Jarda (pod pseudonymem Yung Igor) | Mladej Bóler                  | 25. 6. 2015  |                                                                               |                             |  |
| ASAP Jarda                             | Komunista                     | 2. 7. 2015   |                                                                               |                             |  |
| ASAP Jarda                             | Vopravuju Šáde Freestyle      | 16. 8. 2015  | Young Lvíše (pod pseudonymem Vašlísek)                                        |                             |  |
| ASAP Jarda                             | V Zóně                        | 23. 8. 2015  |                                                                               |                             |  |
| ASAP Jarda                             | Jitrnica Freestyle            | 11. 9. 2015  |                                                                               |                             |  |
| YCMN                                   | Rap Game Igor Chaun Freestyle | 3. 10. 2015  |                                                                               |                             |  |
| ASAP Jarda                             | Stopade Freestyle             | 15. 11. 2015 |                                                                               |                             |  |
| YCMN                                   | Multipla-yer                  | 21. 11. 2015 |                                                                               |                             |  |
| Opak Dissu                             | Tape (EP)                     | 6. 3. 2016   |                                                                               | Vyšlo pouze na Soundcloudu. |  |
| ASAP Jarda                             | Dirty Morava                  | 31. 3. 2016  |                                                                               |                             |  |
| ASAP Jarda                             | Grillin                       | 26. 4. 2016  | YCMN                                                                          |                             |  |
| ASAP Jarda                             | Felicia DNB YPSILON REMIX     | 27. 4. 2016  |                                                                               | Vyšlo pouze na Soundcloudu. |  |
| Don Chain                              | Brýle Guči Nemám              | 27. 4. 2016  |                                                                               |                             |  |
| ASAP Jarda                             | Korbelys Callin               | 1. 5. 2016   |                                                                               |                             |  |
| Young Lvíše                            | Rouzí                         | 4. 5. 2016   |                                                                               |                             |  |
| ASAP Jarda                             | Frájdej Bárin                 | 27. 5. 2016  |                                                                               | Vyšlo pouze na Soundcloudu. |  |
| ASAP Jarda                             | Buran v Praze                 | 26. 6. 2016  |                                                                               |                             |  |
| ASAP Jarda                             | Intersedlák                   | 10. 7. 2016  |                                                                               |                             |  |
| Don Chain                              | Ballin Griffin Peter          | 18. 7. 2016  |                                                                               |                             |  |
| Don Chain                              | Pure Venkovka                 | 28. 7. 2016  |                                                                               |                             |  |
| Young Lvíše                            | Potyš Zmed                    | 30. 8. 2016  | ASAP Jarda                                                                    |                             |  |
| ASAP Jarda                             | Jůtuber                       | 18. 9. 2016  |                                                                               |                             |  |
| Don Chain                              | Macuruju                      | 26. 9. 2016  |                                                                               |                             |  |
| Don Chain                              | Drillin                       | 23. 10. 2016 | BlueRayKoránThug                                                              |                             |  |
| Young Lvíše                            | Thug Life                     | 24. 10. 2016 | BlueRayKoránThug                                                              | Vyšlo pouze na Soundcloudu. |  |
| ASAP Jarda                             | Topper Top Riddim             | 26. 10. 2016 |                                                                               | Vyšlo pouze na Soundcloudu. |  |
| ASAP Jarda                             | Garáž Kozel Splash Freestyle  | 8. 11. 2016  |                                                                               | Vyšlo pouze na Soundcloudu. |  |
| ASAP Jarda                             | Kantáre                       | 12. 11. 2016 |                                                                               |                             |  |
| BlueRayKoránThug                       | Lavinát                       | 15. 11. 2016 |                                                                               |                             |  |
| Aštar Čedar                            | Vařim Grajmovici              | 15. 11. 2016 |                                                                               | Vyšlo pouze na Soundcloudu. |  |
| ASAP Jarda                             | Jarda Jágr                    | 29. 11. 2016 |                                                                               | Vyšlo pouze na Soundcloudu. |  |
| BlueRayKoránThug                       | Superstar                     | 1. 12. 2016  |                                                                               |                             |  |
| Aštar Čedar                            | Neděle(j)                     | 11. 12. 2016 |                                                                               |                             |  |
| Don Chain                              | Diář Plnej                    | 13. 12. 2016 | ASAP Jarda                                                                    |                             |  |
| Don Chain                              | Dovolenka na Kolonádě         | 15. 1. 2017  |                                                                               |                             |  |
| ASAP Jarda                             | Hvězdy nad Grandorfem         | 27. 1. 2017  |                                                                               |                             |  |
| BlueRayKoránThug                       | Kamink Sun                    | 26. 3. 2017  | Young Lvíše, Don Chain                                                        |                             |  |
| ASAP Jarda                             | Maloměšťácké Šarvátky         | 9. 4. 2017   |                                                                               |                             |  |
| Opak Dissu                             | Posedovka Minitape (EP)       | 12. 4. 2017  |                                                                               | Vyšlo pouze na Soundcloudu. |  |
| ASAP Jarda                             | Kozel Splash                  | 2. 5. 2017   |                                                                               |                             |  |
| Young Lvíše                            | Jišcoraz Šaspras Zas          | 12. 6. 2017  |                                                                               | Vyšlo pouze na Soundcloudu. |  |
| ASAP Jarda                             | Dlouhá Noc                    | 13. 6. 2017  |                                                                               | Vyšlo pouze na Soundcloudu. |  |
| ASAP Jarda                             | Fajront                       | 12. 7. 2017  | Don Chain                                                                     |                             |  |
| Opak Dissu                             | Fabia Trap                    | 26. 8. 2017  |                                                                               |                             |  |
| Opak Dissu                             | Tape 2 (LP)                   | 10. 9. 2017  |                                                                               |                             |  |
| Young Lvíše                            | 22                            | 27. 11. 2017 |                                                                               | Vyšlo pouze na Soundcloudu. |  |
| ASAP Jarda                             | Spalte Fejky                  | 14. 1. 2018  |                                                                               |                             |  |
| Aštar Čedar                            | Nahned                        | 28. 1. 2018  |                                                                               | Vyšlo pouze na Soundcloudu. |  |
| YCMN                                   | Debílci                       | 11. 2. 2018  |                                                                               |                             |  |
| BlueRayKoránThug                       | Krmič                         | 25. 2. 2018  | Luna                                                                          |                             |  |
| ASAP Jarda                             | Sama Doma // YAAKUB RMX       | 5. 5. 2018   | BlueRayKoránThug                                                              | Vyšlo pouze na Soundcloudu. |  |
| ASAP Jarda                             | 1 2 3 Freestyle               | 6. 5. 2018   |                                                                               |                             |  |
| Young Lvíše                            | Král Sýrů                     | 8. 7. 2018   |                                                                               |                             |  |
| BlueRayKoránThug                       | Poshowtrack                   | 12. 9. 2018  |                                                                               |                             |  |
| ASAP Jarda                             | Dirty Jarda Tape (LP)         | 30. 10. 2018 | Don Chain, BlueRayKoránThug                                                   |                             |  |
| Don Chain                              | DDD Tape (LP)                 | 14. 1. 2019  | ASAP Jarda, DJ Venktovka, Young Lvíše, BlueRayKoránThug                       |                             |  |
| ASAP Jarda                             | Lesejk Holyday (EP)           | 25. 5. 2019  | Patrik Love ICY L, Don Chain, BlueRayKoránThug, ONIBABA                       |                             |  |
| BlueRayKoránThug                       | Thugger Tape (LP)             | 16. 9. 2019  | ASAP Jarda, Don Chain, Young Lvíše, MARAKKÉŠ, Pain, Aštar Čedar, DJ Venktovka |                             |  |
| DJ Venktovka                           | Doma                          | 15. 10. 2019 |                                                                               |                             |  |
| ASAP Jarda                             | Rapgame Marcus Revolta        | 2. 12. 2019  | Don Chain                                                                     |                             |  |
| BlueRayKoránThug                       | Čas                           | 22. 12. 2019 | Young Lvíše                                                                   |                             |  |
| ASAP Jarda                             | Certified Gádžo               | 28. 1. 2020  |                                                                               |                             |  |
| ASAP Jarda                             | Sicker                        | 17. 2. 2020  |                                                                               | Vyšlo pouze na Spotify.     |  |
| ASAP Jarda                             | Mainstream Killa              | 22. 3. 2020  |                                                                               |                             |  |
| ASAP Jarda                             | Vzduchoprázdno                | 31. 3. 2020  |                                                                               |                             |  |
| BlueRayKoránThug                       | Restart                       | 3. 5. 2020   |                                                                               |                             |  |
| Don Chain                              | Ss20                          | 17. 5. 2020  |                                                                               |                             |  |
| BlueRayKoránThug                       | Na Slunku                     | 31. 5. 2020  |                                                                               |                             |  |
| DJ Venktovka                           | Ameno (EP)                    | 28. 6. 2020  |                                                                               |                             |  |
| ASAP Jarda                             | Hakys Dance 2K19              | 1. 11. 2020  |                                                                               | Vyšlo pouze na Soundcloudu. |  |
| BlueRayKoránThug                       | UF UF TAPE (LP)               | 22. 2. 2022  | Don Chain, ASAP Jarda, Frank Flames                                           |                             |  |
| DJ Venktovka                           | Princ Nauhel (EP)             | 30. 11. 2022 | Frank Flames, Kup Kodein                                                      |                             |  |
| BlueRayKoránThug                       | Penne                         | 19. 11. 2023 | Don Chain, ONIBABA                                                            |                             |  |
| DJ Venktovka                           | 356°F (EP)                    | 6. 10. 2024  |                                                                               |                             |  |